# Сумбар
Сумбар — маловодная река в Туркмении и Иране, в верховье формирует участок границы этих стран, правый и крупнейший приток реки Атрек. Длина — 245 км, площадь бассейна около 8300 км².

## Гидрография
Исток реки находится в горах Копетдага при слиянии Дайнесу и Кулунсу на границе стран. В нижнем течении на 2—5 мес в году река регулярно пересыхает. Питание преимущественно дождевое и грунтовое. Крупнейший приток — река Чандыр. Воды Сумбара с конца XIX века разбираются для орошения близлежащих земель, вследствие чего до Атрека не доходят. В связи с этим Атрек и сам редко достигает Каспийского моря.

## Уникальный климат
Долина Сумбара с давних времён известна как оазис субтропического садоводства, самый тёплый в Туркменистане (и в бывшей советской Средней Азии вообще). Бассейн Сумбара характеризуется в целом очень мягкой зимой иранского субтропического типа. Климат здесь смягчает влияние южной, наиболее теплой и глубокой части Каспийского моря, а также хребет Копет-Даг, защищающий оазис от северных холодных ветров. Как следствие, в Махтумкули (Кара-кале) средняя температура января достигает рекордно высоких для Средней Азии +4,2 °C, что примерно соответствует среднеянварской температуре в Мисхоре.